# میا و شیر سفید
میا و شیر سفید (به انگلیسی: Mia and the White Lion) فیلمی محصول سال ۲۰۱۸ و به کارگردانی جیلز دی مایستره است. در این فیلم بازیگرانی همچون دنیل دی والس، ملانی لوران و لانگلی کرک‌وود ایفای نقش کرده‌اند.